# جام ملت‌های زنان آسیا ۱۹۸۹
جام ملت‌های زنان آسیا ۱۹۸۹ هفتمین دوره رقابت‌های فوتبال جام ملت‌های زنان آسیا بود که توسط ای‌اف‌سی و به میزبانی کشور هنگ کنگ برگزار شد.

## تیم‌های راه‌یافته
- ۸ تیم راه‌یافته به جام ملت‌های زنان آسیا ۱۹۸۹:
- کرهٔ شمالی
- چین
- ژاپن
- تایوان
- اندونزی
- نپال
- هنگ کنگ
- تایلند